# Ku Kuo-Chian
Ku Kuo-Chian (古國謙T, 古国谦S, Gǔ GuóqiānP; 10 novembre 1968) è un ex giocatore di baseball taiwanese.

## Palmarès

### Olimpiadi
- Argento a Barcellona 1992.